# Stefan Mazanek
Stefan Mazanek (ur. 30 października 1895 w Głogowie Małopolskim, zm. 1950) – polski duchowny katolicki.

## Życiorys
W 1913 złożył maturę w c. k. II Gimnazjum w Rzeszowie.
Święcenia kapłańskie przyjął w 1918. Pełnił kolejno funkcje: kapelana biskupa Sapiehy, sekretarza a następnie (od 1929 do śmierci) kanclerza Kurii Metropolitalnej. W 1935 mianowany szambelanem papieskim. W okresie II wojny światowej działał w organizacjach konspiracyjnych i niepodległościowych, za co był więziony w więzieniu Montelupich w Krakowie i na zamku w Nowym Wiśniczu, zwolniony wiosną 1944. Przyczynił się do budowy Domu Katolickiego w Krakowie i gmachu bursy Małego Seminarium Duchownego przy ul. Piłsudskiego w Krakowie. 